# KORWiN
Koalition for fornyelse af republikken - frihed og håb (KORWiN) også kendt som Frihed (polsk: Wolność) er et polsk frit markedskapitalistisk politisk parti. Partiet blev dannet i 2015 af Janusz Korwin-Mikke da han trak sig ud af Kongressen for det nye højre. 
Partiets navn var oprindeligt et backronym af grundlæggerens navn Korwin-Mikke, som var kandidat til Polens præsidentvalg i 2015.
Partiets grundlægger Janusz Korwin-Mikke har udtalt, at der ikke findes beviser for, at Hitler kendte til Holocaust, og at det ville være bedre for kvinder, hvis de ikke kunne stemme.

## Valgresultater

### Sejm
| År   | Stemmer                                                                    | %    | Grad | Sæder   |
| ---- | -------------------------------------------------------------------------- | ---- | ---- | ------- |
| 2015 | 722,999                                                                    | 4.76 | 7.   | 0 / 460 |
| 2019 | 1,256,953                                                                  | 6.81 | 4.   | 5 / 460 |
| 2019 | Som en del af Forbund for Frihed og Uafhængighed som vandt 11 sæder i alt. |      |      |         |

### Præsident
| År   | Kandidat                | 1. runde                | 1. runde                | 2. runde                | 2. runde                |
| År   | Kandidat                | # af de samlede stemmer | % af de samlede stemmer | # af de samlede stemmer | % af de samlede stemmer |
| ---- | ----------------------- | ----------------------- | ----------------------- | ----------------------- | ----------------------- |
| 2015 | Janusz Korwin-Mikke     | 486,084                 | 3.26 (#4)               |                         |                         |
| 2020 | Støtter Krzysztof Bosak |                         |                         |                         |                         |